# Louisy Joseph
Louisy Joseph (Vénissieux, 14 april 1978) is een Franse zangeres. Haar echte naam is Lydy Louisy Joseph.
Joseph is een ex-lid van de meidengroep L5, winnaars van het eerste seizoen van Popstars. In 2008 begon ze haar solocarrière met een eerste album, genaamd "La saison des amours". De CD kwam uit op 14 april 2008. Haar eerste single "Assis par terre"" werd geschreven door Lionel Florence.
Ze koos voor haar familienaam "Louisy Joseph" als artiestennaam, om zich te distantiëren van haar ex-groep L5, waar ze "Lydy des L5" heette.
Tijdens de tournee van Christophe Maé, in 2008, verzorgde Joseph enkele voorprogramma's.

## Discografie

### Albums
- 2001 : L5
- 2002 : Retiens-moi
- 2004 : Le Live
- 2005 : Turbulences
- 2006 : Best Of
- 2008 : La saison des amours (soloalbum)

### Singles
- 2001 :
  - Toutes les femmes de ta vie

- 2002 :
  - Une étincelle
  - Question de survie
  - Aime
  - Retiens-Moi

- 2003 :
  - Maniac
  - Reste Encore

- 2005 :
  - Déconnecter (niet gecommecialiseerd)
  - À ta liberté

- 2006 :
  - Walk like an Egyptian (niet gecommecialiseerd)

- 2008 :
  - Assis par terre (solo)
  - Mes insomnies (solo)